# Lachapelle (Somme)
Lachapelle è un comune francese di 68 abitanti situato nel dipartimento della Somme nella regione dell'Alta Francia.

## Società

### Evoluzione demografica
Abitanti censiti